# Espen Frimann
Espen Frimann (1964) è un ex sciatore alpino norvegese.

## Biografia
Sciatore polivalente, Frimann ai Campionati norvegesi vinse la medaglia d'oro nella combinata, quella d'argento nello slalom gigante e quella di bronzo nella discesa libera nel 1985; non prese parte a rassegne olimpiche né ottenne piazzamenti in Coppa del Mondo o ai Campionati mondiali.

## Palmarès

### Campionati norvegesi
- 3 medaglie (dati dalla stagione 1984-1985):
  - 1 oro (combinata[2] nel 1985)
  - 1 argento (slalom gigante[senza fonte] nel 1985)
  - 1 bronzo (discesa libera[senza fonte] nel 1985)